# العلاقات الإندونيسية الماليزية
العلاقات الإندونيسية الماليزية هي علاقات ثنائية خارجية بين إندونيسيا وماليزيا، وهي واحدة من أهم العلاقات الثنائية في جنوب شرق آسيا.
تُعد إندونيسيا وماليزيا دولتين متجاورتين تتشابهان في العديد من الجوانب. تملك الدولتان العديد من السمات المميزة المشتركة، بما في ذلك الأطر الموحدة للمراجع في التاريخ والثقافة والدين. توجد أيضًا العديد من التشابهات الراسخة بشكل كبير بين الدولتين، وذلك على الرغم من أنهما دولتان منفصلتان ومستقلتان. ترتبط لغاتهما الوطنية، اللغة الإندونيسية واللغة الماليزية، ارتباطًا وثيقًا وتُعتبران لغتين واضحتين بشكل متبادل، ويُعد كلاهما سجلات موحدة للغة الملايو. كان أغلب السكان في البلدين من أصول أسترونيزية، وكانتا دولتين بأغلبية مسلمة، الأعضاء المؤسسون للأسيان والإبيك، وأعضاءً في حركة عدم الانحياز أيضًا، ومجموعة الدول الثماني الإسلامية النامية، ومنظمة التعاون الإسلامي.
انتقل البلدان من خلاف دبلوماسي إلى آخر على الرغم من اشتراكهما بالعديد من أوجه التشابه المرتبطة بدين مشترك، ولغة، وقرب، وتراث ثقافي ناشئ منذ قرون. تحركت إندونيسيا وماليزيا منذ الاستقلال في اتجاهات مختلفة في تنميتهما السياسية والاقتصادية والاجتماعية، فأدى ذلك في بعض الأحيان إلى خلق توترات ثنائية شديدة. ازدادت المشاكل بين البلدين بسبب الوتيرة غير المتكافئة للديمقراطية فيهما على مدى العقود الماضية. كُبِحت وسائل الإعلام التي تسيطر عليها الحكومة الماليزية من الإبلاغ عن القضايا الحساسة المتعلقة بإندونيسيا. لعبت وسائل الإعلام الليبرالية الإندونيسية دورًا رئيسيًا في تأجيج التوتر من ناحية أخرى.
لدى إندونيسيا سفارة في كوالالمبور وقنصليات عامة في جوهر بهرو، وجورج تاون وكوتا كينابالو وكوتشينغ. لدى ماليزيا أيضًا سفارة في جاكرتا وقنصليات عامة في ميدان (سومطرة) وبيكانبارو وبونتياناك.

## الثقافة
غالبًا ما انخرطت إندونيسيا وماليزيا في نزاعات حول المزاعم الثقافية للأصل، وذلك بسبب العديد من أوجه التشابه والثقافات المشتركة بين البلدين، وبسبب الأعداد الكبيرة من المهاجرين من أصل إندونيسي في الدراسات السكانية الماليزية اليوم. عرضت ماليزيا بعض الرموز الثقافية الشهيرة من خلال حملة سياحية مكثفة، مثل أغنية راسا سايانج، والباتيك، ومسرح الدمى وخيال الظل والرقص الباروني (رقصة الريو). أثار هذا الترويج السياحي والحملات الثقافية قلق وانزعاج الإندونيسيين الذين لطالما اعتقدوا بأن هذه الفنون والثقافات تنتمي إليهم. شعر العديد من الإندونيسيين بالحاجة إلى حماية إرثهم الثقافي كرد فعل، وطوروا المشاعر المعادية لماليزيا إلى أقصى حد. أثار خلاف بنديت مرة أخرى النزاعات الثقافية بين الدول المجاورة في عام 2009. تضمن الإعلان الذي يروج لبرنامج قناة ديسكفري بعنوان «ماليزيا الغامضة» راقصة بنديت من بالي، والذي أظهرها بشكل غير صحيح على أنها رقصة ماليزية.
تُعتبر النزاعات حول أصول مجموعة متنوعة من الأطباق الموجودة في كلا البلدين أيضًا مشكلة دائمة، وذلك من طبق الريندان إلى طبق اللومبيا (البوبيا). تتداخل المزاعم إلى حد ما مع سنغافورة المجاورة. نظمت مجموعة من الناشطين في إندونيسيا مظاهرة أمام السفارة الماليزية في جاكرتا للاحتجاج على أصل طبق اللومبيا في فبراير عام 2015، ولكن لم يؤد هذا النزاع إلى مجابهة شديدة بين البلدين، واعترف السياسيون من كلا الجانبين بأنه «نزاع سخيف».
تملك اللغة والثقافة المشتركتان فوائدهما الخاصة في ربط شعبي البلدين، فمثلًا، تحظى الثقافات الشعبية الإندونيسية مثل الموسيقى والأفلام والمسلسلات التلفزيونية الطويلة بشعبية في ماليزيا. تملك العديد من الفرق والموسيقيين الإندونيسيين قاعدة جماهيرية في ماليزيا، وغالبًا ما يؤدون بعض الحفلات الموسيقية في ماليزيا، وبالعكس، فإن المطربين الماليزيين مثل شيلا مجيد وسيتي نورهاليزا محبوبون ومشهورون جدًا في إندونيسيا. اكتسبت الرسوم المتحركة الماليزية مثل أوبين وإيبين التي يغلب عليها طابع ثقافة الملايو بشكل عميق شعبية واسعة وجاذبية بين الأطفال والعائلات الإندونيسية. لا يُقدَّر هذا التبادل الثقافي بشكل دائم، ولكن أثارت الشعبية الساحقة للموسيقى الإندونيسية في ماليزيا مخاوف صناعة الموسيقى الماليزية. طالبت صناعة الموسيقى الماليزية بتقييد الأغاني الإندونيسية على البث الإذاعي الماليزي في عام 2008.
يُعد البلدان منافسين شرسين في الاتحاد الدولي لكرة القدم. تشتهر المباريات التنافسية بين المنتخب الإندونيسي والماليزي بسبب الإقبال الهائل والأجواء المشتعلة، وذلك سواء كانت اللعبة في ماليزيا أم إندونيسيا.

## البيئة
أدى قطع الأشجار والحرق لتطهير أراضي مزارع النخيل في سومطرة وكليمنتان إلى تشكّل عجاج وضباب دخاني يهبّ شمالًا بفعل الرياح ووصل إلى ماليزيا وسنغافورة. حدث العجاج في عام 1997 و2005 و2006 ووصل إلى أعلى مستوياته في التلوث في يونيو عام 2013.
يُعد العجاج خطيرًا على الصحة والنقل، وخاصة على سلامة الطيران في المنطقة. وترت مشاكل العجاج عبر الحدود العلاقات الدبلوماسية بين إندونيسيا وماليزيا وكذلك مع سنغافورة. أشارت الحكومتان الماليزية والسنغافورية إلى احتجاجهما، وحثت الحكومة الإندونيسية على تقليص المناطق الحرجة. يقدم الماليزيون والسنغافوريون المساعدة لإخماد الحرائق في ذروة العجاج الذي يحدث عادة خلال موسم الجفاف، وحظرت الحكومة الإندونيسية ممارسة القطع والحرق. ما زالت هذه الطريقة تُستخدم على نطاق واسع لتطهير أراضي مزارع زيت النخيل.
تُعد مشكلة قطع الأشجار غير المشروع عبر الحدود قضية بيئية مهمة أخرى. أعربت الحكومة الإندونيسية عن قلقها من أن العديد من الغابات المطيرة على طول الحدود الإندونيسية الماليزية في بورنيو كانت تعاني من قطع الأشجار غير المشروع والذي نفذه قاطعو الأشجار الماليزيون. أُثير القلق لأن السلطات الماليزية لم تفعل شيئًا لمنع هذه الجريمة، بل يبدو أنها شجعت هذه الممارسة لزيادة غلة الأخشاب الماليزية.

## وسائل الإعلام
أعرب الماليزيون عن قلقهم من تشجيع ودعم وسائل الإعلام في إندونيسيا للمشاعر المعادية لماليزيا من خلال التغطية الإخبارية المحرّفة، والمبالغات، وتضخيم المشاكل. تشعر الحكومة الماليزية بالقلق من المشاعر المعادية لماليزيا والاحتجاجات، والأعمال العدوانية لبعض المتطرفين وسط الخلافات الثنائية حول الرقصة الباليّة، وسوء معاملة الخادمات الإندونيسيات في ماليزيا. صرحت الحكومة الماليزية أيضًا بنفاد صبرها، وأرسلت رسالة احتجاج إلى إندونيسيا بعد مظاهرة أثارها نزاع بحري.
اتهمت وسائل الإعلام الإندونيسية من ناحية أخرى وسائل الإعلام التي تسيطر عليها الحكومة في ماليزيا بتقديم آراء سلبية وصور سيئة عن إندونيسيا والشعب الإندونيسي كجدول أعمال سياسي لمنع الإصلاح الإندونيسي والحركة الديمقراطية من الانتشار خارج حدودها. أرسلت الحكومة الإندونيسية أيضًا مذكرات احتجاج لوسائل الإعلام الماليزية حول استخدام مصطلح إندون للإشارة إلى إندونيسيا والشعب الإندونيسي لأنه اعتُبر إهانة لهم.

## التعليم
كان نحو 6000 ماليزي يدرس في إندونيسيا بينما درس نحو 14000 إندونيسي في ماليزيا في ديسمبر عام 2012.

## السياحة
يعد المسافرون من كلا البلدين مصدرًا أساسيًا للزوار الذين يولدون قطاعي السفر والسياحة نظرًا لقربهما. يشكل الإندونيسيون ثاني أكبر عدد زوار لماليزيا، إذ وصل إلى 2,548,021 زائرًا في عام 2013. يشكل الماليزيون أيضًا ثاني أكبر عدد زوار لإندونيسيا، إذ وصل إلى 1,302,237 مسافرًا في عام 2011. يتصدر الزوار السنغافوريون قائمة الزوار للبلدين. تُعد كوالالمبور ومالاكا وبينانق وجهات شهيرة للمسافرين الإندونيسيين، وتشتهر باندونغ وميدان وبوكيتنغي بشكل خاص بين السياح الماليزيين.

## مقارنة بين البلدين
هذه مقارنة عامة ومرجعية للدولتين:
| وجه المقارنة                                              | إندونيسيا         | ماليزيا       |
| --------------------------------------------------------- | ----------------- | ------------- |
| المساحة (كم2)                                             | 1.90 مليون        | 330.29 ألف    |
| عدد السكان (نسمة)                                         | 263.99 مليون      | 31.62 مليون   |
| الكثافة السكانية (ن./كم²)                                 | 138.94            | 95.73         |
| العاصمة                                                   | جاكرتا            | كوالالمبور    |
| اللغة الرسمية                                             | اللغة الإندونيسية | لغة ماليزية   |
| العملة                                                    | روبية إندونيسية   | رينغيت ماليزي |
| الناتج المحلي الإجمالي (بليون دولار)                      | 1.02 تريليون      | 314.50 مليار  |
| الناتج المحلي الإجمالي (تعادل القوة الشرائية) بليون دولار | 2.85 تريليون      | 817.43 مليار  |
| الناتج المحلي الإجمالي الاسمي للفرد دولار أمريكي          | 3.35 ألف          | 9.77 ألف      |
| الناتج المحلي الإجمالي للفرد دولار أمريكي                 | 10.52 ألف         | 25.64 ألف     |
| مؤشر التنمية البشرية                                      | 0.684             | 0.779         |
| رمز المكالمات الدولي                                      | +62               | +60           |
| رمز الإنترنت                                              | .id               | .my           |
| المنطقة الزمنية                                           |                   | ت ع م+08:00   |

## مدن متوأمة
في ما يلي قائمة باتفاقيات التوأمة بين مدن إندونيسية وماليزية:
- ترتبط بونتياناك مع كوتشينغ باتفاقية توأمة.
- ترتبط جاكرتا مع كوالالمبور باتفاقية توأمة منذ 23 أكتوبر 1989.
- ترتبط تانقيرانغ مع بوتراجاي باتفاقية توأمة.
- ترتبط يوغياكارتا مع إيبوه باتفاقية توأمة.
- ترتبط دنباسار مع جورج تاون باتفاقية توأمة.
- ترتبط سورابايا مع شاه عالم باتفاقية توأمة منذ 21 مايو 2009.[26][26][26][26]
- ترتبط سينغكوانغ مع بينتولو باتفاقية توأمة.

## منظمات دولية مشتركة
يشترك البلدان في عضوية مجموعة من المنظمات الدولية، منها:
| علم المنظمة | اسم المنظمة                                      | تاريخ انضمام إندونيسيا | تاريخ انضمام ماليزيا |
| ----------- | ------------------------------------------------ | ---------------------- | -------------------- |
|             | بنك التنمية الآسيوي                              | 1966                   | 1966                 |
|             | وكالة ضمان الاستثمار متعدد الأطراف               | 12 أبريل 1988          | 6 ديسمبر 1991        |
|             | الأمم المتحدة                                    | 28 سبتمبر 1950         | 17 سبتمبر 1957       |
|             | الفريق المعني برصد الأرض                         | ?                      | ?                    |
|             | منظمة التعاون الإسلامي                           | ?                      | ?                    |
|             | منظمة حظر الأسلحة الكيميائية                     | ?                      | ?                    |
|             | أسيان                                            | 8 أغسطس 1967           | 8 أغسطس 1967         |
|             | منظمة التجارة العالمية                           | ?                      | ?                    |
|             | منظمة الشرطة الجنائية الدولية                    | 5 أكتوبر 1954          | ?                    |
|             | مؤسسة التنمية الدولية                            | 20 أغسطس 1968          | 24 سبتمبر 1960       |
|             | يونسكو                                           | 27 مايو 1950           | 16 يونيو 1958        |
|             | الاتحاد البريدي العالمي                          | ?                      | ?                    |
|             | البنك الدولي للإنشاء والتعمير                    | 13 أبريل 1967          | 7 مارس 1958          |
|             | منتدى آسيان الإقليمي ‏                            | ?                      | ?                    |
|             | المنظمة الهيدروغرافية الدولية                    | ?                      | ?                    |
|             | الاتحاد الدولي للاتصالات                         | 1949                   | 3 فبراير 1958        |
|             | مؤسسة التمويل الدولية                            | 23 أبريل 1968          | 20 مارس 1958         |
|             | المركز الدولي لتسوية المنازعات الاستشارية        | 28 أكتوبر 1968         | 14 أكتوبر 1966       |
|             | منتدى التعاون الاقتصادي لدول آسيا والمحيط الهادئ | 6 نوفمبر 1989          | 6 نوفمبر 1989        |

## أعلام
هذه قائمة لبعض الشخصيات التي تربطها علاقات بالبلدين:
- بادرول باختيار (لاعب كرة قدم ماليزي، 1 فبراير 1988[34] – )
- عادل صفوان (لاعب كرة قدم ماليزي، 3 أغسطس 1987[35] – )
- عبد الغفار بابا (سياسي ماليزي، 18 فبراير 1925 – 23 أبريل 2006)

## وصلات خارجية
- موقع وزارة الخارجية الإندونيسية
- موقع وزارة الخارجية الماليزية